# Alfred Nobel
Alfred Bernhard Nobel,  výslovnost (21. října 1833 Stockholm – 10. prosince 1896 Sanremo) byl švédský chemik a vynálezce dynamitu. Na základě jeho závěti jsou každoročně udělovány Nobelovy ceny. Na jeho počest byl jeho jménem pojmenován chemický prvek nobelium.

## Život

### Rodinné zázemí
Narodil se v bohaté stockholmské podnikatelské rodině. Byl třetím synem inženýra Immanuela Nobela (1801–1872) a Andriette Ahlsell Nobelové pocházející z bohaté rodiny. V době jeho narození však otec jako stavební podnikatel zbankrotoval a začal s výrobou střelného prachu. Po náhodném výbuchu, při kterém bylo pobořeno několik domů, musel utéct ze Švédska. Přestěhoval se  do Petrohradu, kde vybudoval velkou zbrojařskou továrnu. 

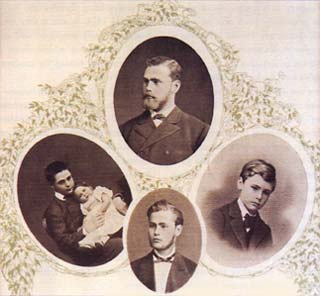
Bratři Nobelové (po směru hodinových ručiček) Robert, Alfred, Ludvig a dítě Emil. Foto ze St. Petěrburgu (okolo 1843)

Alfred Nobel měl velmi dobré soukromé vzdělání a v 17 letech mluvil nejen švédsky, ale také francouzsky, anglicky, německy a rusky. Měl veliké znalosti v oboru chemie. Věnoval se literatuře a přírodním vědám. Své vzdělání dokončil v Paříži a USA.
Na univerzitě v Turíně pracoval v laboratoři známého chemika Théophila-Jules Pelouzea. Tam také potkal italského chemika Ascania Sobrera, který v roce 1847 vynalezl vysoce výbušnou kapalinu – nitroglycerin. Alfred Nobel se začal věnovat studiu výbušnin, zvláště problematice bezpečné výroby a manipulace s nitroglycerinem. Otec ho zaměstnal v tovární laboratoři a chtěl vyrábět nitroglycerin ve velkém pro zbrojařské účely. Syn s tím nesouhlasil, jeho využití viděl při budování silnic, železnic, průplavů. Došlo mezi nimi k roztržce a Alfred Nobel se v roce 1863 vrátil do Stockholmu, kde založil vlastní továrnu.

### Dynamit
V rodinné továrně v Helenborgu došlo k několika explozím. Při jedné z nich v roce 1864 zahynul Nobelův mladší bratr a několik dalších zaměstnanců.
Ve Stockholmu byly veškeré pokusy s touto látkou zakázány. Nobel proto přesunul svou laboratoř na loď kotvící na jezeře Mälaren. Výroba nitroglycerinu se úspěšně rozvíjela, o dodávky byl zájem po celém světě. Při manipulaci s ním však docházelo k různým katastrofám a sílil tlak veřejnosti na zákaz transportu. Tehdy se Nobel zapřísáhl, že učiní práci s nitroglycerinem bezpečnější. Jeho snaha byla nakonec úspěšná. V roce 1867 si nechal patentovat dynamit. Smíšením kapalného nitroglycerinu s hlinkou vytvořil tvarovatelnou hmotu, se kterou lze bezpečně manipulovat. Sestrojil také rozbušku, která přivede kusy dynamitu k explozi. Rozbuška byla odpalována pomocí zápalné šňůry.
Vynález měl velký úspěch a dynamit se stal žádaným zbožím. Během času Alfred Nobel vybudoval továrny na 90 místech ve více než 20 státech. Jedna z nich byla i v Čechách. V roce 1870 se osobně zúčastnil otevření továrny na dynamit v Praze–Troji. Věnoval se rozvoji podnikání i rozvoji technologie výbušnin. Před svou smrtí vlastnil 355 patentů a nashromáždil obrovský majetek. V roce 1884 byl zvolen členem Královské švédské akademie věd.
Z dalších vynálezů lze jmenovat například trhavou želatinu (vyrobena z nitroglycerinu a střelné bavlny, patentována rovněž roku 1867), později modifikovanou dalšími látkami. Velký význam měl bezdýmý střelný prach, založený opět na kombinaci nitroglycerinu, střelné bavlny a dalších látek. První verze se nazývala balistit, pozdější, používaná dodnes, kordit. Ovlivnil vývoj syntetického kaučuku a umělé kůže, zdokonalil systémy techniky dálkové signalizace, poplašných zařízení aj.
„Moje továrny na dynamit zřejmě ukončí války dříve než všechny ty vaše kongresy. Ten den, kdy dva armádní sbory budou schopné zničit jeden druhého během sekundy, se všechny civilizované národy s hrůzou odvrátí od války a rozpustí své armády.“

### Osobní život

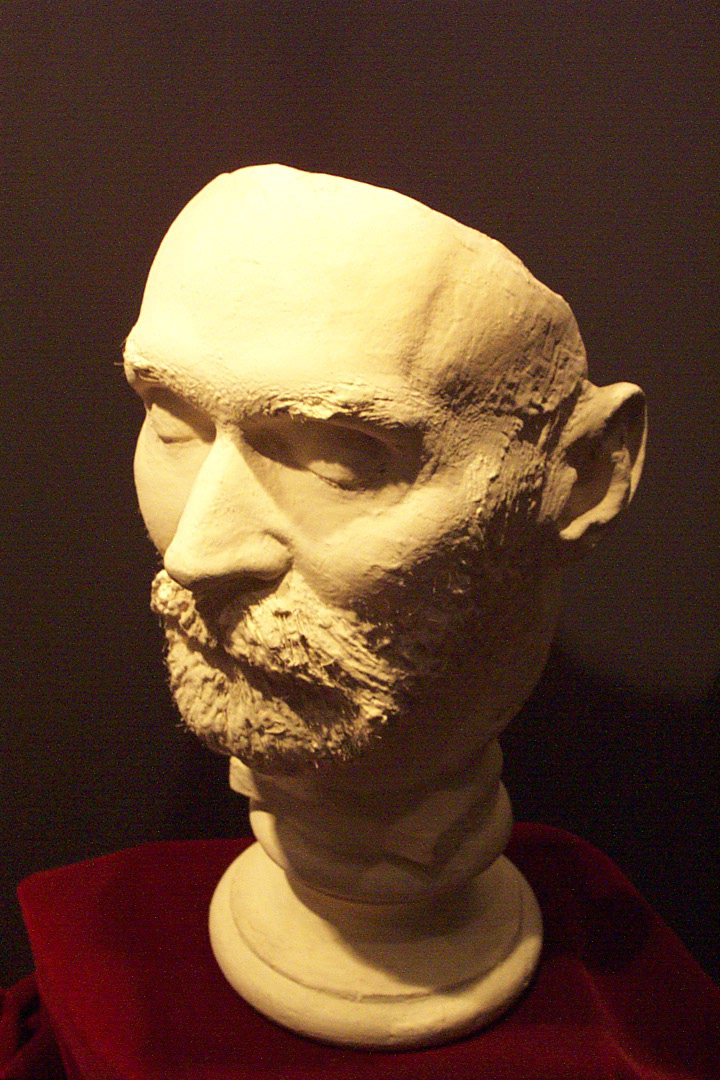
Posmrtná maska

Alfred Nobel měl většinu života křehké zdraví, trpěl zažívacími potížemi, bolestmi hlavy a depresemi. Později se projevila srdeční choroba (angina pectoris). Projevoval značný zájem o medicínu a fyziologii. Když však v roce 1890  lékaři Nobelovi doporučili nitroglycerin jako lék na jeho srdeční chorobu, odmítl to. Nakonec utrpěl mrtvici, byl částečně ochrnutý a zemřel v San Remu 10. prosince 1896. Je pohřben na Severním hřbitově ve Stockholmu.
Nobel se nikdy neoženil, neměl žádné děti. Často se cítil osamělý a bez přátel. Strávil dlouhé hodiny v laboratoři, sám si vyřizoval korespondenci s továrnami, bankami a spolupracovníky. Hodně cestoval a neměl domov. V letech 1865 až 1873 žil a podnikal v Hamburku. Od roku 1875 žil v Paříži, kde měl na avenue Malakoff (dnes avenue Raymond Poincaré) sídlo i s malou, dobře vybavenou laboratoří. V roce 1891 se po obvinění z velezrady přestěhoval do San Rema v Itálii. Příčinou bylo, že svůj nový  vynález výbušniny nazvané balistit prodal Itálii. Ve 43 letech na základě inzerátu přijal jako sekretářku hraběnku Berthu Kinskou z Vídně, jejich vztah však trval jen krátce. Po návratu do Rakouska se provdala za hraběte Arthura von Suttnera. Navzdory tomu zůstali Alfred Nobel a Bertha von Suttnerová přáteli a po celá desetiletí si psali dopisy.
Poměrně málo známou skutečností je, že v roce 1896 napsal divadelní hru Nemesis, která vyšla těsně před jeho smrtí. Hra byla označena za rouhačskou a málem se nedochovala. Psal také básně, které nikdy nenechal publikovat. Měl velkou soukromou knihovnu čítající více než 2000 knih. Celý život pěstoval hluboký zájem o anglické romantické básníky, především Shelleyho a Byrona.

## Nobelova cena
Alfred Nobel ve své závěti rozhodl, že jeho majetek bude vložen do fondu, z něhož bude každoročně udělována cena za významné vědecké objevy, literární tvorbu a zásluhy o mír ve světě.
Tato cena (resp. finanční odměna k ní) je vyplácena pouze z peněz ze závěti, kterou spravuje švédská Akademie věd a Alfréd Nobel ji obdařil částkou 32 miliónů švédských korun. Ceny jsou vypláceny z úroků (asi 160 000 švédských korun).
Nobelova cena byla poprvé udělena v roce 1901, roku 1968 bylo přidáno i ocenění za ekonomii. Dnes je Nobelova cena obecně považována za nejvyšší ocenění, jakého může umělec, vědec nebo státník dosáhnout.

## Rodinný archiv Alfreda Nobela
V roce 2007 byl rodinný archiv Alfreda Nobela zařazen na seznam světového dědictví UNESCO. Archiv se nachází v Mariebergu ve Stockholmu. V poznámkových blocích a korespondenci je možné den po dni sledovat činnost Alfreda Nobela, jeho projektů i sporů o patenty či jiná práva. Archiv obsahuje i dokumenty soukromého charakteru.
Vila Nobel a přilehlá laboratoř v San Remu byly přeměněny  na muzeum přístupné veřejnosti. Nobelovo muzeum bylo zřízeno v roce 2001 také ve Stockholmu na náměstí Stortorget.